# Économie des Îles Salomon
Dans les îles Salomon, la majeure partie de la population dépend de l’agriculture, de la pêche et de la sylviculture pour au moins une partie de leur vie. La plupart des produits manufacturés et des produits pétroliers doivent être importés.
Les îles sont riches en ressources minérales peu exploitées telles que le plomb, le zinc, le nickel et l’or.
Les ennuis économiques en Asie du Sud-Est ont mené à une diminution brusque de l’industrie du bois de construction et le rendement économique a diminué d’environ 10 % en 1998.
Le gouvernement a institué des réductions de salaire dans le service public et d’autres secteurs.
L’économie a partiellement repris en 1999 grâce à la montée des prix de l’or sur le marché mondial et la première année complète d’exploitation de la mine Gold Ridge.
Cependant, dans le milieu de l’année, la fermeture de la principale plantation de palmier à huile du pays jette une ombre sur de futures perspectives. La situation politique désastreuse n’est pas de nature à faciliter la croissance économique.